# Ahmed Touré
Ahmed Touré (ur. 17 lipca 1987) – piłkarz z Wybrzeża Kości Słoniowej, napastnik. Były zawodnik m.in. Africa Sports National, Asante Kotoko i KSC Lokeren.